# Тур'я (Золочівський район)
Тур'я́ — село в Україні, в Золочівському районі Львівської області. Населення становить 509 осіб. Орган місцевого самоврядування - Буська міська рада. У селі розташована дерев'яна церква, збудована 1891 року.

## Історія
Гміна Гутисько-Тур'янське (польський аналог сільської ради) створена шляхом відокремлення з гміни Тур'я в 1929 році присілків Гутисько Тур'янське Вище, Гутисько Тур'янське Нижче, Лісове і Мартини.

## Тур'янські "галі"
Тур'янські "галі" або "гагілки" - гаївки, які співали по сільських кутках тільки три дні і вечори на рік - на Великдень. Степан Куриляк зауважує, що на противагу Різдвяним колядкам, у яких прославляється народження Сина Божого, галі, в основному, є піснями світськими, у яких майже не згадується про Воскресіння Христове. Звідси напрошується догадка, що галі є звичайнісінькими веснянками, яких співали на Руси ще до прийняття християнства. Тут наведено 15 галів із нотами, які записані від жительок с. Тур'є Ольги Цебровської (1919 р.н.) та Марії Романів (1921 р.н.).